# Boeing Boeing
Boeing Boeing és una pel·lícula estatunidenca dirigida per John Rich el 1965, segons l'obra de Marc Camoletti.

## Argument
Bernard Lawrence (Tony Curtis), corresponsal de premsa en una gran revista a París, juga a seductor. Té tres amants molt diferents, hostesses en companyies diferents. Ha de desplegar tota l'atenció perquè aquestes dones no es trobin al mateix temps. Tot estaria bé si el seu amic i col·lega Robert Reed (Jerry Lewis) que l'ajuda amb tota aquesta situació, no l'anunciés que ha de marxar de París.

## Repartiment
- Jerry Lewis: Robert Reed
- Tony Curtis: Bernard Lawrence
- Suzanna Leigh: British United Airways
- Christiane Schmidtmer: hostessa Lufthansa
- Dany Saval: hostessa Air France
- Thelma Ritter: Bertha

## Nominacions
1966
- Globus d'Or al millor actor musical o còmic per Jerry Lewis
- Globus d'Or a la millor actriu secundària per Thelma Ritter